# اسا مسن
اُسا مِـسن (دانمارکی: Osa Massen؛ ‏ ۱۳ ژانویهٔ ۱۹۱۴ – ۲ ژانویهٔ ۲۰۰۶) بازیگر اهل دانمارک بود.
از فیلم‌ها یا برنامه‌های تلویزیونی که وی در آن نقش داشته‌است، می‌توان به ایسلند و جک لندن اشاره کرد.